# Agencia de Telégrafos de la Unión Soviética
La Agencia de Telégrafos de la Unión Soviética, también conocida como TASS (acrónimo del ruso Телграфное агентство Советского Союза, Telegrafnoe agentstvo Sovetskogo Soyuza) fue la agencia de noticias del Estado de la Unión de Repúblicas Socialistas Soviéticas. El nombre se debe a que en su época de origen, los primeros años del siglo XX, las noticias se transmitían por telégrafo eléctrico. Fue creada por decreto el 25 de julio de 1925 a partir de la antigua agencia ROSTA. En 1971 fue transformada en un Comité Estatal dependiente del Consejo de Ministros de la URSS.
Contaba con una extensa red de oficinas y corresponsales en todo el mundo y rivalizaba con ventaja sobre agencias de noticias de países capitalistas. Debido a que formaba parte de la estructura centralizada de la URSS, sus periodistas y directivos fueron frecuentemente señalados como espías. TASS tenía afiliados en 14 repúblicas de la URSS y cubría directamente la RSFS de Rusia, que no tenía una agencia propia.
En los artículos y notas periodísticas era citada por lo general como Agencia de noticias TASS. La actual agencia de noticias de la Federación Rusa y heredera institucional de TASS, ITAR-TASS, conserva la última parte de su nombre como referencia a la original soviética.

## Agencias de las repúblicas
- RATAU (ruso: РАТАУ, RSS de Ucrania)
- BelTA (ruso: БелТА, RSS de Bielorrusia)
- UzTAG (ruso: УзТАГ, RSS de Uzbekistán)
- KazTAG (v КазТАГ, RSS de Kazajistán)
- Gruzinform (ruso: Грузинформ, RSS de Georgia)
- Azerinform (ruso: Азеринформ, RSS de Azerbaiyán)
- ElTA (ruso: ЭльТА, RSS de Lituania)
- ATEM (ruso: АТЕМ, RSS de Moldavia)
- Latinform (v Латинформ, RSS de Letonia), actual LETA
- KyrTAG (ruso: КирТАГ, RSS de Kirguistán)
- TajikTA (ruso: ТаджикТА, RSS de Tayikistá)
- Armenpress (ruso: Арменпрес, RSS de Armenia)
- Turkmeninform (ruso: Туркменинформ, RSS de Turkmenistán)
- ETA (ruso: ЭТА, RSS de Estonia)
- También existió la KarelfinTAG (ruso: КарелфинТАГ) de la RSS Carelo-Finesa

- Datos: Q127374